# Kanou Sy
Kanou Alassane Sy (3 juli 2005) is een Belgisch voetballer die sinds 2023 uitkomt voor MVV Maastricht.

## Clubcarrière
Sy ruilde in 2023 de jeugdopleiding van KRC Genk voor MVV Maastricht. Op 13 augustus 2023 maakte hij zijn officiële debuut in het eerste elftal van de club: op de openingsspeeldag van de Keuken Kampioen Divisie liet trainer Maurice Verberne hem in de 1-3-zege tegen VVV-Venlo in de slotfase invallen. Na vijf invalbeurten in de competitie kreeg Sy op 8 december 2023 zijn eerste basisplaats tegen Helmond Sport (1-2-zege).
Een week na zijn eerste basisplaats mocht hij ook starten tegen FC Groningen, maar in die wedstrijd moest hij nog voor de rust de strijd staken door een blessure. Het bleek een kruisbandblessure te zijn, die hem uiteindelijk zeventien maanden aan de kant hield. Op 2 mei 2025 maakte Sy zijn langverwachte comeback bij MVV: op de voorlaatste speeldag van de Keuken Kampioen Divisie liet trainer Edwin Hermans de verdediger, die kort na zijn blessure een contractverlenging tot 2026 had mogen ondertekenen, tegen Jong Ajax (1-0-zege) in de 80e minuut invallen voor Tim Zeegers. Op de slotspeeldag kreeg hij een basisplaats tegen SC Cambuur (1-0-nederlaag).

## Clubstatistieken
| Seizoen         | Club            | Land               | Competitie      | Competitie | Competitie | Beker | Beker | Supercup | Supercup | Europees | Europees | Totaal | Totaal |
| Seizoen         | Club            | Land               | Competitie      | Wed.       | Dlp.       | Wed.  | Dlp.  | Wed.     | Dlp.     | Wed.     | Dlp.     | Wed.   | Dlp.   |
| --------------- | --------------- | ------------------ | --------------- | ---------- | ---------- | ----- | ----- | -------- | -------- | -------- | -------- | ------ | ------ |
| 2023/24         | MVV Maastricht  | Vlag van Nederland | Eerste divisie  | 7          | 0          | 0     | 0     | —        | —        | —        | —        | 7      | 0      |
| 2024/25         | MVV Maastricht  | Vlag van Nederland | Eerste divisie  | 2          | 0          | 0     | 0     | —        | —        | —        | —        | 2      | 0      |
| 2025/26         | MVV Maastricht  | Vlag van Nederland | Eerste divisie  | 1          | 0          | 0     | 0     | —        | —        | —        | —        | 1      | 0      |
| Carrière totaal | Carrière totaal | Carrière totaal    | Carrière totaal | 10         | 0          | 0     | 0     | 0        | 0        | 0        | 0        | 10     | 0      |

Bijgewerkt op 9 augustus 2025.